# Orthotrichum hybridum
Orthotrichum hybridum là một loài rêu trong họ Orthotrichaceae. Loài này được H. Philib. ex Podp. mô tả khoa học đầu tiên năm 1954.